# Técpan de Galeana
Técpan de Galeana là một đô thị thuộc bang Guerrero, México. Năm 2005, dân số của đô thị này là 57848 người.